# 星野康二
星野康二（日语：星野 康二，1956年5月7日—），日本實業家。現任吉卜力工作室社長，財團法人德間記念動畫文化財團理事。
曾任華特迪士尼公司（日本）初代社長，KADOKAWA及旗下多玩國外部董事。

## 簡介
青年時就讀創價大學文學系，畢業後前往紐約州立大學取得MBA學位，回國時則與在創價大學的學妹結婚。
早期曾於阿爾派電子就職，之後前往華特迪士尼公司擔任管理方面的工作，並在後續歷任華特迪士尼工作室電影日本代表、華特迪士尼公司（日本）執行副社長、社長、會長。
因星野康二曾在迪士尼任職期間提議將動畫工作室吉卜力的影音產品經由迪士尼發行，因此有與吉卜力相關部門接觸的機會。之後在2008年星野康二答應鈴木敏夫的請求，接任了吉卜力的社長一職。而成為社長的星野康二也保證著「在不干涉吉卜力現有的創作環境」下進行營運。
除擔任動畫相關產業的管理職務外，星野康二對於母校創價大學，亦成立了「星野基金」。
2023年，綜合《NEWS POST SEVEN》、《週刊女性》報導，星野康二曾經就鈴木敏夫多度動用公司資金與個人職權資助熟識的泰籍女性的情事，勸說鈴木應公私分明，但後來星野康二於2023年3月底退任社長職位，定於6月離開吉卜力。

## 參與作品
- 隔壁的山田君（1999年）：製作決策
- Blister（日语：ブリスター!）（2000年）：總製片人
- 神隱少女（2001年）：製作
- Ghiblies episode2（2002年）：製作
- 貓的報恩（2002年）：製作
- 霍爾的移動城堡（2004年）：製作委員會成員
- 地海戰記（2006年）：製作委員會成員
- 崖上的波妞（2008年）：制作
- 借物少女艾莉緹（2010年）：制作
- 來自紅花坂（2011年）：制作
- 風起（2013年）：
- 輝耀姬物語（2013年）：
- 回憶中的瑪妮（2014年）：制作

## 外部連結
- 星野康二在互联网电影资料库（IMDb）上的資料（英文）
- 吉卜力工作室的現行體制 （页面存档备份，存于）